# Devon Murray
Devon Michael Murray (County Kildare, 28 oktober 1988) is een Iers acteur. Hij is onder meer bekend van zijn rol als Simon Filister in de Harry Potter-films.
Murray begon met zingen en deed als kind mee aan diverse talentenjachten. Hij bezocht aanvankelijk de Billie Barry Stage School en vervolgde zijn opleiding aan de National Performing Atrs Stage School waar hij zijn aandacht meer naar het acteren verschoof. Murrays acteercarrière begon met de film This Is My Father. Daarna volgden rollen in Angela’s Ashes en Yesterday’s Children. Mede dankzij deze successen werd hij geselecteerd voor de rol van Simon Filister in de Harry Potterfilms.
Murray is een getalenteerd paardrijder en heeft aan diverse Ierse toernooien deelgenomen. Hierbij won hij verschillende prijzen.

## Filmografie
| Jaar | Titel                                        | Rol               |
| ---- | -------------------------------------------- | ----------------- |
| 1993 | This is My Father                            | Christy           |
| 1999 | Angela's Ashes                               | Middle Malachy    |
| 2000 | Yesterday's Children                         | de jonge Geoffrey |
| 2001 | Harry Potter and the Philosopher's Stone     | Simon Filister    |
| 2002 | Harry Potter and the Chamber of Secrets      | Simon Filister    |
| 2004 | Harry Potter and the Prisoner of Azkaban     | Simon Filister    |
| 2005 | Harry Potter and the Goblet of Fire          | Simon Filister    |
| 2007 | Harry Potter and the Order of the Phoenix    | Simon Filister    |
| 2009 | Harry Potter and the Half Blood Prince       | Simon Filister    |
| 2010 | Harry Potter and the Deathly Hallows part I  | Simon Filister    |
| 2011 | Harry Potter and the Deathly Hallows part II | Simon Filister    |

## Trivia
- Op de extra DVD van de vijfde film verklapt Daniel Radcliffe dat Devon Murray degene is die tijdens de filmopnames de meeste toverstokken had gebroken - namelijk tien stuks.